# Lago di Valdurna
Il lago di Valdurna (Durnholzer See in tedesco) è un piccolo lago alpino situato nella frazione di Valdurna a 1.545 m in valle di Valdurna nel comune di Sarentino in provincia di Bolzano. Il lago dista circa 30 km da Bolzano, e a 15 da Sarentino.
Per raggiungere il lago si deve prendere la deviazione che dalla strada principale (la statale che percorre da nord a sud la vallata), nei pressi di Campolasta (Astfeld), si dirige a est, verso gli impianti sciistici di Reinswald ed appunto il lago.
Il lago stesso è però non raggiungibile direttamente in macchina, infatti si arriva ad un vicino parcheggio a pagamento. Da qui una strada che, dopo 300 m circa, porta al lago.
Una delle tante saghe dell'Alto Adige racconta che il lago si è formato sul podere di un contadino che aveva rastrellato del fieno dopo l'Ave Maria del sabato.